# Primula nutans
Primula nutans là một loài thực vật có hoa trong họ Anh thảo. Loài này được Georgi miêu tả khoa học đầu tiên năm 1775.

## Hình ảnh

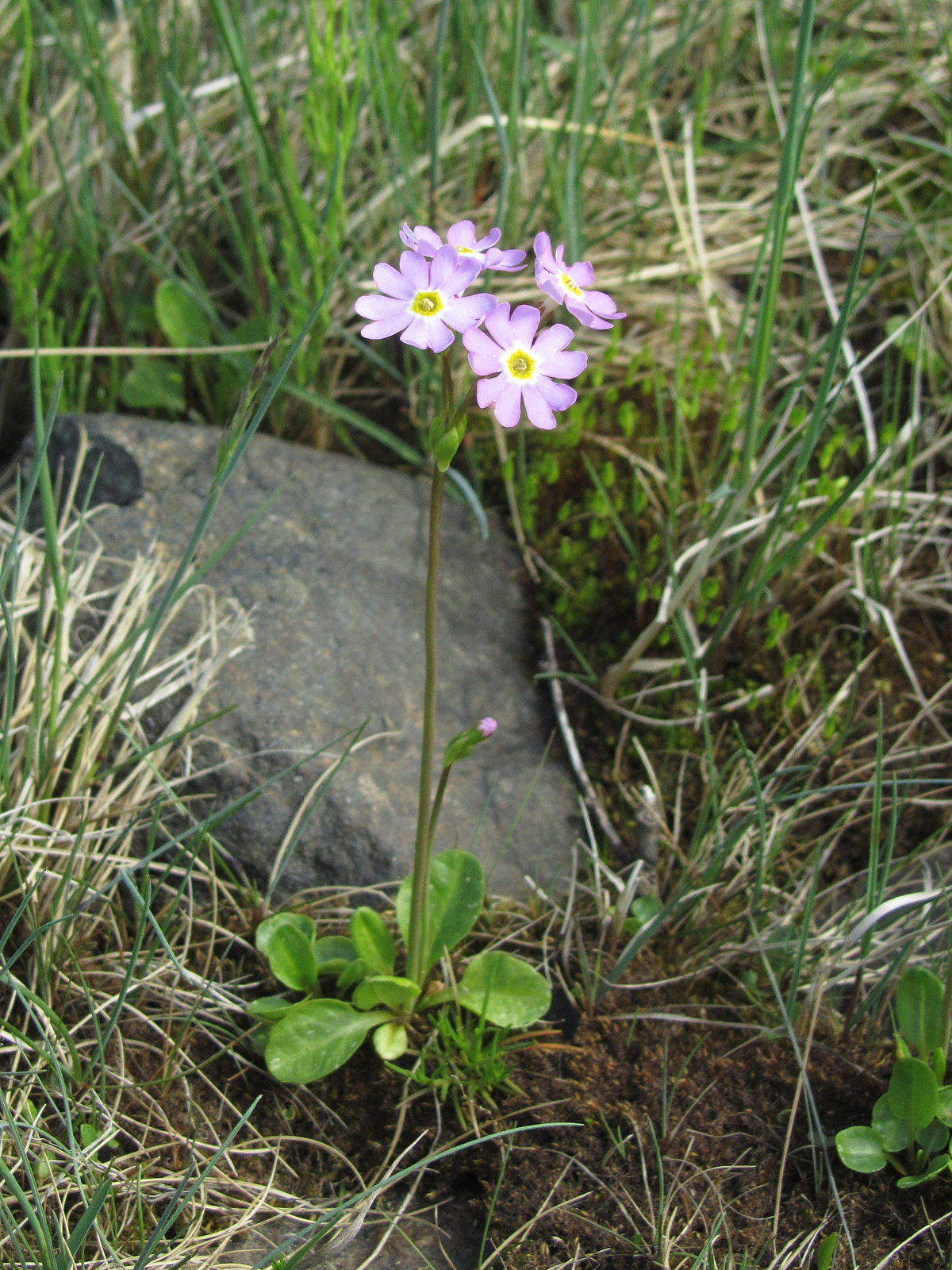
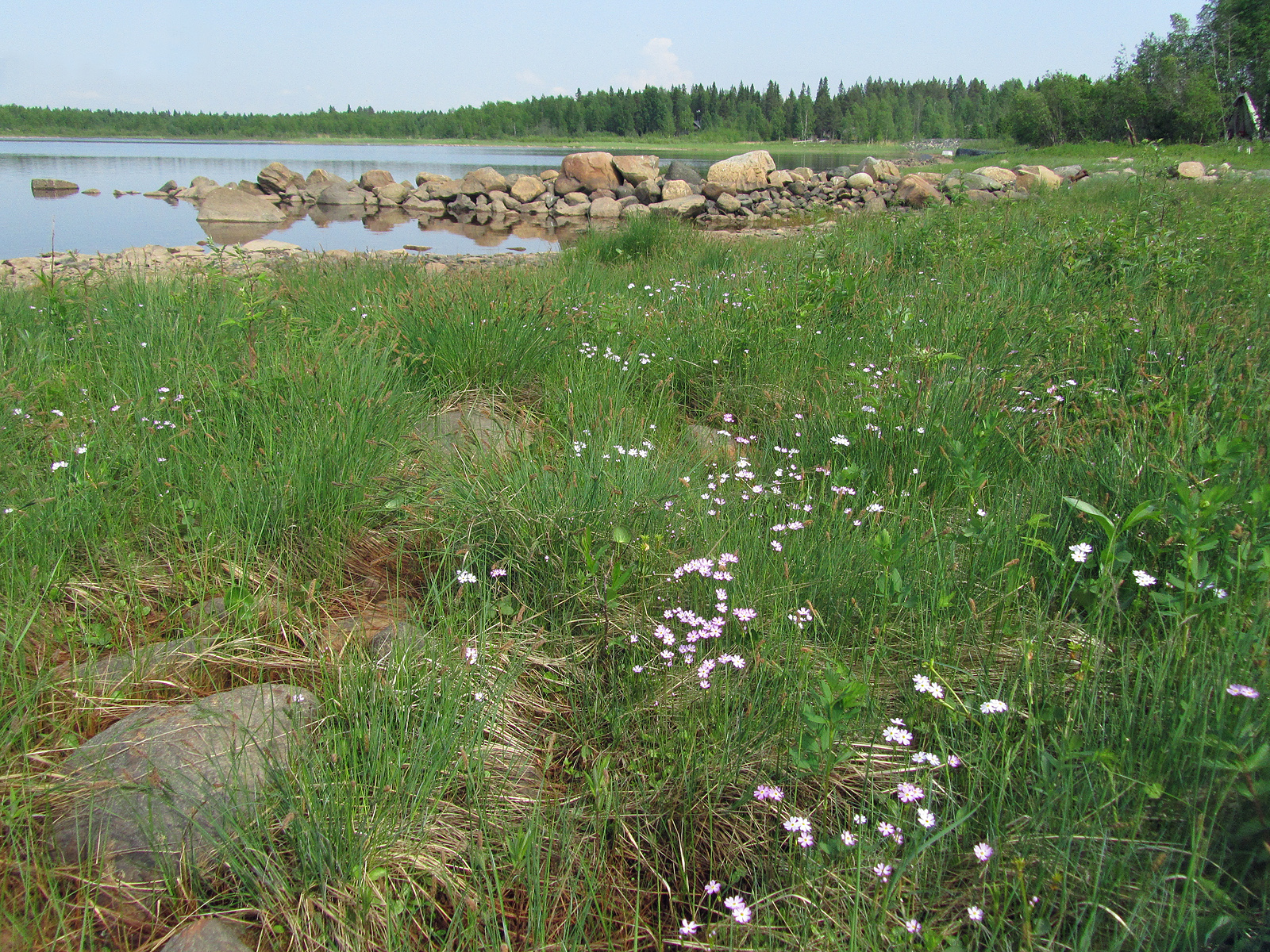